# Jasieniec Iłżecki Dolny
Jasieniec Iłżecki Dolny – wieś w Polsce położona w województwie mazowieckim, w powiecie radomskim, w gminie Iłża. Ma status sołectwa.
| SIMC    | Nazwa         | Rodzaj    |
| ------- | ------------- | --------- |
| 0622687 | Dworskie Pole | część wsi |
| 0622693 | Kolonia       | część wsi |

W latach 1975–1998 miejscowość administracyjnie należała do województwa radomskiego.
Wierni Kościoła rzymskokatolickiego należą do parafii Najświętszej Maryi Panny Różańcowej w Jasieńcu Iłżeckim.

## Historia
Słownik geograficzny Królestwa Polskiego wymienia Jasieniec Iłżecki jako wieś folwark i osadę leśną, oraz majorat w powiecie iłżeckim, gminie Lubienia, parafii Iłża. Odległy od Iłży – 8 wiorst.
Posiadał szkołę początkową. Według spisu z 1827 roku było tu 48 domów. i 239 mieszkańców. W roku 1860 w Jasieńcu było 92 domy, 528 mieszkańców, 359 mórg. ziemi dworskiej i 1119 mórg włościańskiej.
U schyłku XIX wieku folwark Jasieniec należał do tajnego radcy Kruzego, majorat zaś i osada leśna do Starachowickich Zakładów Górniczych. Poprzednio należał do dóbr biskupów krakowskich (Długosz L.B. t.II, s.482) w kluczu dóbr Iłża.